# دونكان تانر
دونكان تانر (بالإنجليزية: Duncan Tanner)‏ هو مؤرخ بريطاني، ولد في 19 فبراير 1958، وتوفي في 11 فبراير 2010.